# Joan Castejón

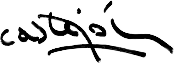
Signatur Joan Castejón

Joan Ramón García Castejón (* 17. Dezember 1945 in Elche, Spanien) bekannt als Joan Castejón (katalanische Aussprache [ioan castejon]), ist ein spanischer Zeichner, Maler und Bildhauer, der als einer der führenden Vertreter der Kunstrichtung Neuen Sachlichkeit und in der Kunsterneuerung in Spanien in der Zeit nach dem Zweiten Weltkrieg bekannt ist. Er war Mitglied der Künstlergruppe Grup d’Elx.

## Leben und künstlerischer Stil
Seine Arbeit wurde in bedeutenden spanischen Museen ausgestellt, wie dem Institut Valencià d’Art Modern (IVAM), dem Museum der Universität Alicante, der Sammlung Martinez Guerricabeitia an der Universität Valencia, der Universität Miguel Hernández Elche, der Fundación Bancaja und im Museo de Arte Contemporáneo de Elche.
Mit sechzehn Jahren zog Castejón nach Valencia, wo er Bildende Kunst an der Real Academia de Bellas Artes de San Carlos de Valencia studierte. 1966 hatte er seine erste Einzelausstellung in der Kunstgalerie Mateu, Valencia. Diese erste Phase seiner Karriere (1964–1967) kann als neofigurativ beschrieben werden. Die menschliche Figur, manchmal gruppiert, erscheint in der Mitte von undefinierten Räumen. Werke aus dieser Phase, einschließlich Zeichnungen zu anthropomorphen Themen, zeigen bereits die besonderen Eigenschaften, die seine späteren Werke charakterisieren: Angespannte Deutlichkeit der Linie und kräftige anatomische Effekte, die ihn als Maler der Neuen Figuration kennzeichnen.
Castejón wurde, obwohl nicht direkt beteiligt, bei den Demonstrationen vom Mai 1967 gegen das Franco-Regime in Valencia verhaftet, misshandelt und kurz danach zu sechs Jahren Gefängnis verurteilt. Bis Mitte 1969 saß er in den Gefängnissen von Valencia und Teruel ein. Zwar wurde seine künstlerische Karriere durch diese traumatisierende Zeit zerrissen, doch konnte er während der Haft weiterhin malen. In dem Jahr wurde er Mitglied der Künstlergruppe Grup d’Elx, die Maler und Grafiker der Alicante versammelte und zu der Künstler wie Albert Agulló, Antoni Coll und Sixto Marco gehörten. 1971 wurde er wieder inhaftiert und verbrachte sieben Monate in einem Gefängnis auf den Kanarischen Inseln. Hier entstanden rund zweitausend Wachsstift- und Bleistiftzeichnungen. Diese Werke dokumentieren eine neue Phase seiner Kunst, es sind tragische Zeugnisse seines Schicksals.
1973 heiratete Castejón Paca Galván und zog mit ihr zurück nach Valencia, wo er wieder mit der lokalen Kunstszene Kontakt aufnahm. Ein Jahr später ließ er sich jedoch in Dénia nieder und malte in den 1970er Jahren im Stil eines „expliziten und schockierenden“ Expressionismus. In den 1980er Jahren folgte ein heller, durch die Landschaft inspirierter abstrakter Stil. In den 1990ern verfolgte er einen virtuosen Zeichenstil. Mensch und Menschheit wurden für ihn zum zentralen Punkt in seiner Arbeit, allerdings immer als tragisches und zugleich heroisches Thema: In einer feindlichen Welt wird das menschliche Wesen im Kampf mit dem Schicksal geschlagen.
1999 wurde er zum Adoptivsohn von Dénia ernannt.

## Rezeption
Joan Castejón hat außergewöhnliche zeichnerischen Fähigkeiten, die zu seiner Meisterschaft in seiner Malerei geführt hat. Der Schriftsteller José Manuel Caballero Bonald schreibt: „Der Künstler zeichnet klassisch und meditierend wie ein Prophet.“
Nach seiner Haft malte er eine Serie von hundert Bildern, inspiriert von Gabriel García Márquez’ Buch Hundert Jahre Einsamkeit, die in Valencia und Barcelona ausgestellt wurden. Mario Vargas Llosa schrieb bei dieser Gelegenheit über Castejóns Kunst: „Einer der interessantesten Aspekte dieser Ausstellung von Bildern Castejóns zeigt, was auch heute noch die Kunst der Malerei bewirken kann, […] wenn sie Literatur als Ausgangspunkt nimmt. Eine Frau, ein Traum oder auch ein Verbrechen kann ein neues kreatives Antriebsmittel für einen Künstler sein….“
Der Filmregisseur Artur Balder schreibt zur Arbeit von Castejón, „dass eine unabdingbare Voraussetzung für das Gesamtkunstwerks eine Grundlage von entweder visuellen, literarischen oder musikalischen Darstellungen sei. Das ermöglicht seinen zeitlosen Zustand, seine Fähigkeit, den Herausforderungen der Zeit standzuuhalten.“
Seine Ausstellung Per a Paca in Alicante zwischen 2009 und 2010 konzipierte Castejón als eine Hommage an seine Frau. Die Zeitung La Verdad beschrieb sie als eine „Retrospektive von historischen Erinnerungen an das Paar, eine abstrakte Ausstellung mit über 50 Werken, darunter Szenen von Schmerz und Überraschung. Ein Rückblick, der Zugang zu verschiedenen historischen Momenten seines Lebens ermöglicht.“

## Arbeiten (Auswahl)
- Maternidad gris (1969)
- Eran más de tres mil (1973)
- Personaje reducido por sus propias gestas (1974)
- La digestió (1978)
- Mutant d'águila irreal (1980)
- El día (1984)
- A Salvador Espriu (1989)
- Paisatge daurat 1993 (1993)
- El Salt (2002)
- Cavall nocturn (2004)
- La guerra (2009)

## Sammlungen
Die umfangreichste öffentliche Sammlung mit Arbeiten von Castejón befindet sich im Museo de Arte Contemporáneo de Elche. Ein zeichnerisches Mappenwerk mit Illustrationen zu Don Quijote besitzt das Institut Valencià d’Art Modern. Weitere Werke finden sich in der zur Valencianischen Gemeinschaft gehörenden Sammlung der Fundación Bancaja in Valencia. Die größte Privatsammlung mit etwa zweihundert Werken, ist die Sammlung der Lecasse-Stiftung in Alcoi, die in den 1980er und 1990er Jahren von dem Geschäftsmann Lionel Grau Mullur erworben wurden,.

## Auszeichnungen
- Hommage an Joan Castejón. Schlüssel der Stadt Mont de Marsan. Frankreich. Jahr 1993.
- Premi la Tardor, von der Universidad Politécnica de Valencia. Jahr 1994.
- Hijo Adoptivo de Dénia (Sohn der Stadt). Ajuntamiento de Dénia. Jahr 1999.
- Ehrenmitglied des Institut d'Estudis Comarcals de la Marina Alta. Jahr 1999.
- Ehrenmitglied des Institut d'Estudis Comarcals del Baix Vinalopó. Jahr 2001.
- Premio Ocell, von der Mancomunitat de la Marina Alta. Jahr 2005.